# Annales Barenses
Die Annales Barenses sind ein annalistisches Geschichtswerk aus dem 11. Jahrhundert, das von einem unbekannten Verfasser in der Stadt Bari geschrieben wurde.
Bari war seit der Spätantike und mit Unterbrechungen eine wichtige byzantinische Stadt in Italien, bis im Jahr 1071 die Normannen den Ort eroberten.
Die Annales Barenses bilden mit der Chronik des Lupus Protospatharius und dem etwas später verfassten Geschichtswerk Anonymi Barensis Chronicon eine untereinander abhängige Textgruppe. Ihr Berichtszeitraum setzt im Jahr 605 nach dem Tod Gregor des Großen ein und endet mit dem Angriff der Normannen auf Apulien und nach den ersten Jahren normannischer Herrschaft im Jahr 1043.